# الذهاب إلى طهران (كتاب)
الذهاب إلى طهران: لماذا يجب على الولايات المتحدة أن تتصالح مع الجمهورية الإسلامية (بالفارسية: عزیمت به تهران) هو كتاب من تأليف فلاينت ليفريت، زميل أقدم سابق في مؤسسة أمريكا الجديدة في واشنطن العاصمة، وزوجته هيلاري مان ليفريت. تم نشره لأول مرة في عام 2013. إن فرضية الذهاب إلى طهران هي أن الولايات المتحدة يجب أن تطور علاقتها مع إيران بطريقة مماثلة لعلاقتها مع الصين في أوائل السبعينيات في زمن نيكسون وكيسنجر.

## المؤلفون
فلينت ليفريت (من مواليد 6 مارس 1958 في ممفيس بولاية تينيسي) هو زميل أقدم سابق في مؤسسة أمريكا الجديدة في واشنطن العاصمة وأستاذ في كلية الشؤون الدولية بجامعة ولاية بنسلفانيا. زوجته هيلاري مان ليفيريت باحثة زائرة في جامعة جورجتاون وجامعة بكين، وزميلة أولى في معهد تشونغ يانغ للدراسات المالية بجامعة رينمين في الصين. كلا المؤلفين هما مسؤولان سابقان في الأمن القومي الأمريكي.

## سياق الكلام
الذهاب إلى طهران يستند إلى تحليل «الإستراتيجية الكبرى لإيران» ودور التفاوض مع الولايات المتحدة. وفقًا لرأي الخبراء في واشنطن، كان على برنامج إيران النووي أن يحقق نفس الوضع الذي كان موجودًا في اليابان وكندا ودول نووية أخرى. هناك إمكانية للوصول إلى قدرة نووية لكن إيران غير مسموح بها.